# John H. Ketcham

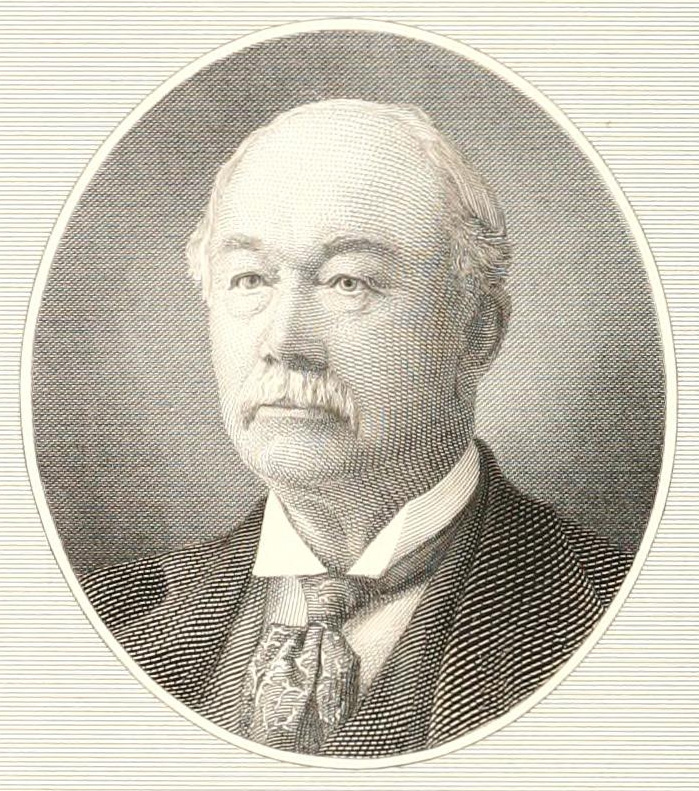
John H. Ketcham

John Henry Ketcham (* 21. Dezember 1832 in Dover Plains, New York; † 4. November 1906 in New York City) war ein US-amerikanischer Politiker. Zwischen 1865 und 1873, zwischen 1877 und 1893 sowie zwischen 1897 und 1906 vertrat er den Bundesstaat New York im US-Repräsentantenhaus.

## Werdegang
John Henry Ketcham verfolgte eine akademische Laufbahn. Er graduierte an der Suffield Academy in Connecticut. Danach ging er landwirtschaftlichen Tätigkeiten nach. Er war 1854 und 1855 Supervisor im Dutchess County. 1856 und 1857 saß er in der New York State Assembly und 1860 und 1861 im Senat von New York. Während des Bürgerkrieges verpflichtete er sich in die US-Army. Am 11. Oktober 1862 trat er als Colonel in das 150. Regiment der New York Volunteer Infantry ein. Er wurde am 6. Dezember 1864 zum Brevet-Brigadegeneral befördert, am 1. April 1865 dann zum Brigadegeneral und zum Schluss am 13. März 1865 zum Brevet-Generalmajor der Volunteers. Politisch gehörte er der Republikanischen Partei an.
Bei den Kongresswahlen des Jahres 1864 für den 39. Kongress wurde Ketcham im 12. Wahlbezirk von New York in das US-Repräsentantenhaus in Washington, D.C. gewählt, wo er am 4. März 1865 die Nachfolge von Homer Augustus Nelson antrat. Er wurde dreimal in Folge wiedergewählt. 1872 erlitt er bei seiner vierten Wiederwahlkandidatur eine Niederlage und schied nach dem 3. März 1873 aus dem Kongress aus. Im 42. Kongress hatte er den Vorsitz über das Committee on Public Lands.
Er nahm 1876 und 1896 als Delegierter an den Republican National Conventions in Cincinnati und St. Louis teil. Am 3. Juli 1874 wurde er Kommissar im District of Columbia – ein Posten, den er bis zu seinem Rücktritt am 30. Juni 1877 innehatte.
1876 kandidierte er im 13. Wahlbezirk von New York für den 45. Kongress. Nach einer erfolgreichen Wahl trat er am 4. März 1877 die Nachfolge von John O. Whitehouse an. Er wurde dreimal in Folge wiedergewählt. Bei den Kongresswahlen des Jahres 1884 wählte man ihn im 16. Wahlbezirk von New York in den 49. Kongress, wo er am 4. März 1885 die Nachfolge von Thomas J. Van Alstyne antrat. Er wurde drei Mal in Folge wiedergewählt. Da er auf eine erneute Wiederwahlkandidatur 1892 verzichtete, schied er nach dem 3. März 1893 aus dem Kongress aus. Ketcham kandidierte 1896 im 18. Wahlbezirk von New York für den 55. Kongress. Nach einer erfolgreichen Wahl trat er am 4. März 1897 die Nachfolge von Jacob LeFever an. Er wurde zwei Mal in Folge wiedergewählt. Bei den Kongresswahlen des Jahres 1902 wählte man ihn im 21. Wahlbezirk von New York in den 58. Kongress, wo er am 4. März 1903 die Nachfolge von John Knox Stewart antrat. Ketcham wurde einmal wiedergewählt und verstarb während seiner letzten Amtszeit am 4. November 1906 in New York City. Er hatte zwischen dem 57. und dem 59. Kongress den Vorsitz über das Committee on Expenditures in the Department of State. Sein Leichnam wurde dann auf dem Valley View Cemetery in Dover Plains beigesetzt.